# Polyalthia lancilimba
Polyalthia lancilimba este o specie de plante din genul Polyalthia, familia Annonaceae, descrisă de Cheng Yih Wu și Ping Tao Li. A fost clasificată de IUCN ca specie pe cale de dispariție (stare critică). Conform Catalogue of Life specia Polyalthia lancilimba nu are subspecii cunoscute.